# Ingerana reticulata
Ingerana reticulata är en groddjursart som först beskrevs av Zhao och Li 1984.  Ingerana reticulata ingår i släktet Ingerana och familjen Dicroglossidae. IUCN kategoriserar arten globalt som otillräckligt studerad. Inga underarter finns listade i Catalogue of Life.